# 周肇
周肇（？—？），字子俶，江南太倉州（今江蘇太倉市）人。

## 生平
约顺治年間人。工於诗，与黄与坚等称娄东十子。程邑稱：“子俶沉駿。”順治十四年丁酉（1657年）舉人，官青浦教谕，擢拔為新淦知县。不久卒。有《東岡文稿》一卷、《東岡集》一卷。